# 社会民主党 (日本1901年)
社会民主党（日语：〔〕／ Shakaiminshu-tō */?）是一个日本左派人士曾尝试于1901年建立的政党，也是日本第一个社会主义政党，但在申请成立的当天就遭到日本政府取缔。
该党的发起人为片山潜、安部磯雄、木下尚江、幸德秋水、河上清，以及西川光二郎六人，片山与木下两人担任干事。除幸德秋水外的五人当时都是基督徒。
1901年5月18日，社会民主党宣告成立。拟定的社会民主党党纲参考了德国社会民主党当时的纲领，第一条是“本党以实现社会主义为目标”（我党は社会主義を実行するを以て目的とす）。次日（5月19日），干事木下尚江提出了结党申请。仅过了一天，5月20日，警察就传唤了木下，告知根据《治安警察法》第八条第二项取缔社会民主党的决定，仅存在了一天的社会民主党宣告终结。